# Congreso Iberoamericano de Investigación Cualitativa en Salud
El Congreso Iberoamericano de Investigación Cualitativa en Salud (CIICS) es un foro de encuentro bienal, en el que académicos, investigadores, trabajadores de la salud y estudiantes del área de la salud provenientes de la región Iberoamericana, comparten sus hallazgos basados metodologías cualitativas, así como reflexiones teóricas sobre diversos temas de la salud y la enfermedad, los sistemas de salud, las políticas sociales en salud y la enseñanza de la investigación cualitativa.

## Historia
El CIICS tiene sus antecedentes en la colaboración entre el Programa de Investigación Cualitativa y Evaluativa en Salud (ProgiECS) cuya sede fue la Universidad de Guadalajara, México, iniciativa promovida por Francisco Javier Mercado-Martínez, y el International Institute for Qualitative Methodology, de la Universidad de Alberta, Canadá, liderado por Janice M. Morse a principios del siglo XXI. Entre las actividades de esta colaboración, se generaron espacios de intercambio entre profesores de la región Iberoamericana y profesoras invitadas de la talla de Juliet Corbin o Janice Morse [enlace Wikipedia]; la impartición de cursos de investigación cualitativa en salud en diversos posgrados de América Latina; y promovió la producción científica de la región, entre cuyos títulos se encuentran las antologías de Investigación Cualitativa en Salud, los cuales no solo han sido ampliamente citados, sino también utilizados en la enseñanza de la investigación cualitativa en el campo de la salud.
A partir de esta colaboración, el Primer Congreso Iberoamericano de Investigación Cualitativa en Salud  se celebró conjuntamente con la 9th  International QHR Conference, organizadas por la Universidad de Guadalajara, México, y la Universidad de Alberta, Canadá, entre el 25 de febrero y  1 de marzo de 2003. El CIICS tiene un carácter itinerante se ha celebrado en diversas ciudades de América Latina, España y Portugal. En 2023, el X CIICS tuvo lugar en la ciudad de Valladolid, España, conjuntamente con el XXVII Encuentro Internacional de Investigación en Cuidados, organizado por la Unidad de Investigación en Cuidados y Servicios de Salud del Instituto de Salud Carlos III. El XI Congreso Iberoamericano de Investigación Cualitativa en Salud se celebrará, del 4 al 7 de noviembre de 2025, en Santiago de Chile, organizado por la Universidad de Chile (Santiago, Chile).

## Ediciones
| Edición (Año) | Fecha                      | Ciudad (País)             | Presidencia           | Lema |
| ------------- | -------------------------- | ------------------------- | --------------------- | --- |
| I (2003)      | 25 de febrero a 1 de marzo | Guadalajara (México)      | Francisco Mercado     | |
| II (2005)     | 22 a 25 de junio           | Madrid (España)           | Carlos Calderón       | |
| III (2008)    | 12 a 15 de noviembre       | San Juan (Puerto Rico)    | Marta Bustillo        | |
| IV (2010)     | 8 a 11 de septiembre       | Fortaleza (Brasil)        | Maria Lúcia M Bosi    | Diversidad de Saberes, Construcción de Conocimiento y Justicia Social                                                |
| V (2012)      | 11 a 13 de octubre         | Lisboa (Portugal)         | Luisa Ferreira        | Circulación de saberes y los desafíos en salud                                                                       |
| VI (2014)     | 15 a 17 de octubre         | Medellín (Colombia)       | Gloria Molina         | Un compromiso con la Ética y la Justicia Social                                                                      |
| VII (2016)    | 5 a 7 de septiembre        | Barcelona (España)        | Pilar Isla            | Ciudadanía y Transdisciplinariedad: Tejiendo Redes                                                                   |
| VIII (2018)   | 4 a 6 de septiembre        | Florianópolis (Brasil)    | Marta Lenise do Prado | En los caminos de la investigación cualitativa en salud: fortaleciendo la identidad y la colaboración iberoamericana |
| IX (2021)     | 13 a 15 de octubre         | Montevideo (Uruguay)      | Rodolfo Levin         | Calidad, Ética y Transformación Social                                                                               |
| X (2023)      | 15 a 17 de noviembre       | Valladolid (España)       | Azucena Pedraz        | Repensar la investigación: inequidad, resistencia y saberes transformadores                                          |
| XI (2025)     | 4 a 7 de noviembre         | Santiago de Chile (Chile) | Gabriela Huepe        | EnREDando conocimientos y experiencias en investigación                                                              |

Entre quienes han dictado las Conferencias en los CIICS destacan académicos de reconocimiento quienes han sido figuras relevantes en el impulso y desarrollo de la investigación cualitativa en salud en la región Iberoamericana. Entre ellos se encuentran: Cecilia Minayo, Carmen de la Cuesta, Jaime Breihl, Janice Morse, Howard Waitzki, o Bonnie Duran.

## Premio Francisco Mercado y otras colaboraciones
El Premio Francisco Mercado premia a la mejor tesis doctoral monográfica en investigación cualitativa en salud y cuyo trabajo de campo ha sido en cualquier país de Iberoamérica, cuya finalidad es impulsar a los jóvenes investigadores en este campo. El premio es otorgado en reconocimiento a su calidad científica, de aportar conocimiento relevante con potencial para contribuir a la salud de las personas de la Región Iberoamericana .  El Comité Organizador del IX CIICS instauró este premio en homenaje a la figura de Francisco Javier Mercado-Martínez, formador y forjador de jóvenes investigadores de la investigación cualitativa en salud en Iberoamérica. En su primera edición, la Edición 2020, la tesis premiada fue la de Esteban Hadjez Berrios la cual fue publicada en formato de libro digital en español e inglés con el título Conflicto ambiental en Valle de Huasco, Chile: participación comunitaria en salud y movimientos sociales, publicada por la Universidad de Guadalajara. La segunda edición quedó desierta, aunque se otorgó un reconocimiento a Sofía Martins, Brasil por su tesis: Repercussôes da experiencia de racismo nas ocupaçôes da maternais de mulheres negras: Estratégias de enfrentamento.